# Nadbrzezie (Białoruś)
Nadbrzezie (biał. Надбярэжжа; ros. Надбережье) – chutor na Białorusi, w obwodzie witebskim, w rejonie brasławskim, w sielsowiecie Mieżany.

## Historia
W czasach zaborów w gminie Brasław, w powiecie nowoaleksandrowskim, w guberni wileńskiej Imperium Rosyjskiego.
W dwudziestoleciu międzywojennym ówczesny zaścianek leżał w Polsce, w województwie nowogródzkim (od 1926 w województwie wileńskim), w powiecie brasławskim, w gminie Brasław.
Według Powszechnego Spisu Ludności z 1921 roku zamieszkiwało zaścianek 35 osób, wszystkie były wyznania rzymskokatolickiego. Jednocześnie 10 mieszkańców zadeklarowało polską przynależność narodową a 25 białoruska. Były tu 4 budynki mieszkalne. W 1931 w 6 domach zamieszkiwało 35 osób.
Miejscowość należała do parafii rzymskokatolickiej w Brasławiu. Podlegała pod Sąd Grodzki w Brasławiu i Okręgowy w Wilnie; właściwy urząd pocztowy mieścił się w Brasławiu.